# Храм Конфуция (Цюйфу)
Храм Конфуция в Цюйфу, или Цюйфу-Кунмяо (трад.кит. 孔廟), — старейший и крупнейший из посвящённых Конфуцию храмов. Расположен в родном городе философа, — Цюйфу, в китайской провинции Шаньдун. Основан в 478 году до н. э.
Первоначально храм был устроен в доме, в котором Конфуций жил, поблизости с домом его сыновей и внуков и неподалёку от места, где он был похоронен. Составляя с домом потомков и могилой своеобразное единство, храм хорошо известен также под объединяющим их названием — «Цюйфу сань Кун» (曲阜三孔, «Три [святыни Учителя] Куна в Цюйфу»).
С распространением учения Конфуция, и особенно со времени, когда конфуцианство было объявлено государственной идеологией, поминальный храм Конфуция в Цюйфу постепенно становился святыней общенационального значения, местом сакральных конфуцианских церемоний, проводившихся на всё более высоком уровне, а в XIV—XX веках — на высочайшем.
В декабре 1994 года «Цюйфу сань Кун» были признаны объектом Всемирного наследия ЮНЕСКО.

## История

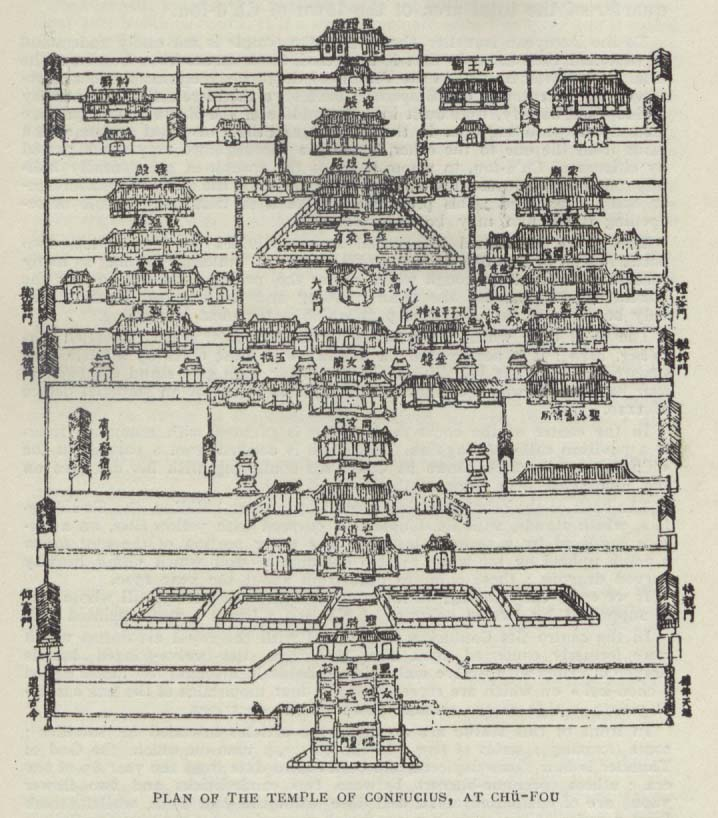
Исторический план храма Конфуция (1912 г.)

В 478 году до нашей эры, на следующий год после смерти Конфуция, правитель княжества Лу, князь Ай-гун Цзян, освятил бывший дом философа в Цюйфу как храм. В простой трёхкомнатной хижине учёного был устроен алтарь для вознесения традиционных жертв предку, служить за которым могли только прямые его потомки по старшей линии. Эта особенность поминального храма Конфуция в Цюйфу сохранялась на протяжении всей его длинной истории. Близость храма к могиле философа, непосредственная связь алтаря с его потомками делали храм исключительным в глазах его последователей. Цюйфу, как место паломничества становился всё популярнее. При храме непрерывно изучалось наследие Конфуция, оттачивалась его философия, формировались литературные и ритуальные каноны учения, хранились его вещи.
В 195 году до нашей эры первый правитель из династии Хань, император Гао, принёс на могиле Конфуция так называемую «великую жертву» («тай-лао» — жертва одновременно козы, быка и борова, приносимая духам предков раз в год), при этом старший из потомков Конфуция ему ассистировал. Император, таким образом, признал философа своим «духовным предком», а себя — его «сыном», и показал пример для подражания императорам и высокопоставленным чиновникам в будущем. С этого времени ранг Конфуция последовательно повышался, вплоть до высшего ранга «ди» — ранга божественных императоров-основателей, поклонение которым носило самый торжественный и величественный характер. Соответственно усложнялись церемонии и ритуалы, проводимые в храме Конфуция в Цюйфу. Храм богател и разрастался, становясь средоточием культа, его главным алтарём. Здесь появились также храмы жены Конфуция, его родителей, трёх его высших праотцов, сопочитались его выдающиеся ученики. Количество торжественных церемоний в храме возросло до 196.
Императоры почти всех послеханьских династий неизменно уделяли храму в Цюйфу своё внимание — издавали указы, регламентирующие ритуалы и церемонии в храме, заботились о его благоустройстве, даровали привилегии или ценное имущество. В важных случаях, таких как интронизация или победа в войне, императоры посещали храм в Цюйфу лично. В общей сложности 11 императоров сделали это 19 раз. Часто, не имея возможности прибыть лично, императоры отправляли на поклон к алтарю в Цюйфу вместо себя своих «заместителей», — около сотни императоров пользовались такими 196 раз.
За почти две с половиной тысячи лет храм неоднократно отстраивался и перестраивался, разрушался и восстанавливался. Первоначальный трёхкомнатный дом Конфуция был перенесён из храма к востоку от основного алтаря во время перестройки, предпринятой в 611 году. В 1012 и 1094 годах, во времена династии Сун, храм был расширен и разгорожен на четыре внутренних двора, вокруг которых в итоге было достроено более 400 помещений. Огонь и война разрушили храм в 1214 году, во времена династии Цзинь. Он был восстановлен в прежнем виде к 1302 году, во времена династии Юань. Вскоре после этого, в 1331 году, храм был обнесён каменной оградой и по образцу Императорского дворца её стены были выкрашены в цвет сургучной печати, — цвет императорских зданий. Был дарован и ряд других императорских регалий. Если раньше используемые атрибуты (танцоры, инструменты, материалы, изображения, одеяния, цвета) указывали на почитание члена императорской фамилии, то с этого времени использовались атрибуты почитания высшего божества.
После очередного опустошения в результате пожара в 1499 году храм был в очередной раз реконструирован и заново отстроен, получив свой окончательный вид. Именно в это время храмовый комплекс в Цюйфу приобрёл подчёркнутое архитектурное и стилевое сходство с резиденцией императора в Пекине, став вторым по значению и по величине культовым комплексом империи.
В 1724 году ещё один пожар в значительной степени повредил главное святилище и содержащиеся в нём скульптуры. Последующая реставрация была завершена в 1730 году. После чего, по выражению источника, «культ Конфуция достиг пика авторитета и популярности. Посвященные ему храмы [построенные по образцу храма Конфуция в Цюйфу] в обязательном порядке имелись в любом административном (уездном, губернском, провинциальном) центре страны» и «были окончательно регламентированы правила литургии, вылившиеся в относительно самостоятельную ритуальную систему».
В 1928 году все церемонии, посвящённые Конфуцию были отменены. В 1966, во время Культурной революции, 200 добровольцев несколько дней оскверняли храм и кладбище. В 1982 храм был восстановлен, а в 1986 возобновлена и ежегодная церемония. Всего в храме было проведено 15 перестроек, 31 капитальный ремонт и многочисленные мелкие строительные работы.
В декабре 1994 храм получил статус объекта всемирного наследия ЮНЕСКО.

## Архитектурный ансамбль
На территории храма находятся следующие постройки:
- Врата Линсин (欞星門)
- «Врата мудреца, соответствовавшего времени» (聖時門)
- «Врата Расширения Пути» (弘道門)
- «Врата Великой Середины» (大中門)
- Павильон тринадцати стел (十三碑亭)
- «Врата Великого Свершения» (大成門)
- Терем Звезды Литературы (奎文閣, построен в 1018 году, перестраивался в 1504 году (Минская эпоха) и в 1985 году)
- Беседка «Абрикосовый алтарь» (杏壇)
- Арка Дэму Тянь-ди
- Две галереи (Лян-у) (兩廡)
- Зал Дачэн (大成殿, построен в цинскую эпоху)
- Зал Цинь (Дворец Отдохновения) (寢殿, посвящен жене Конфуция)

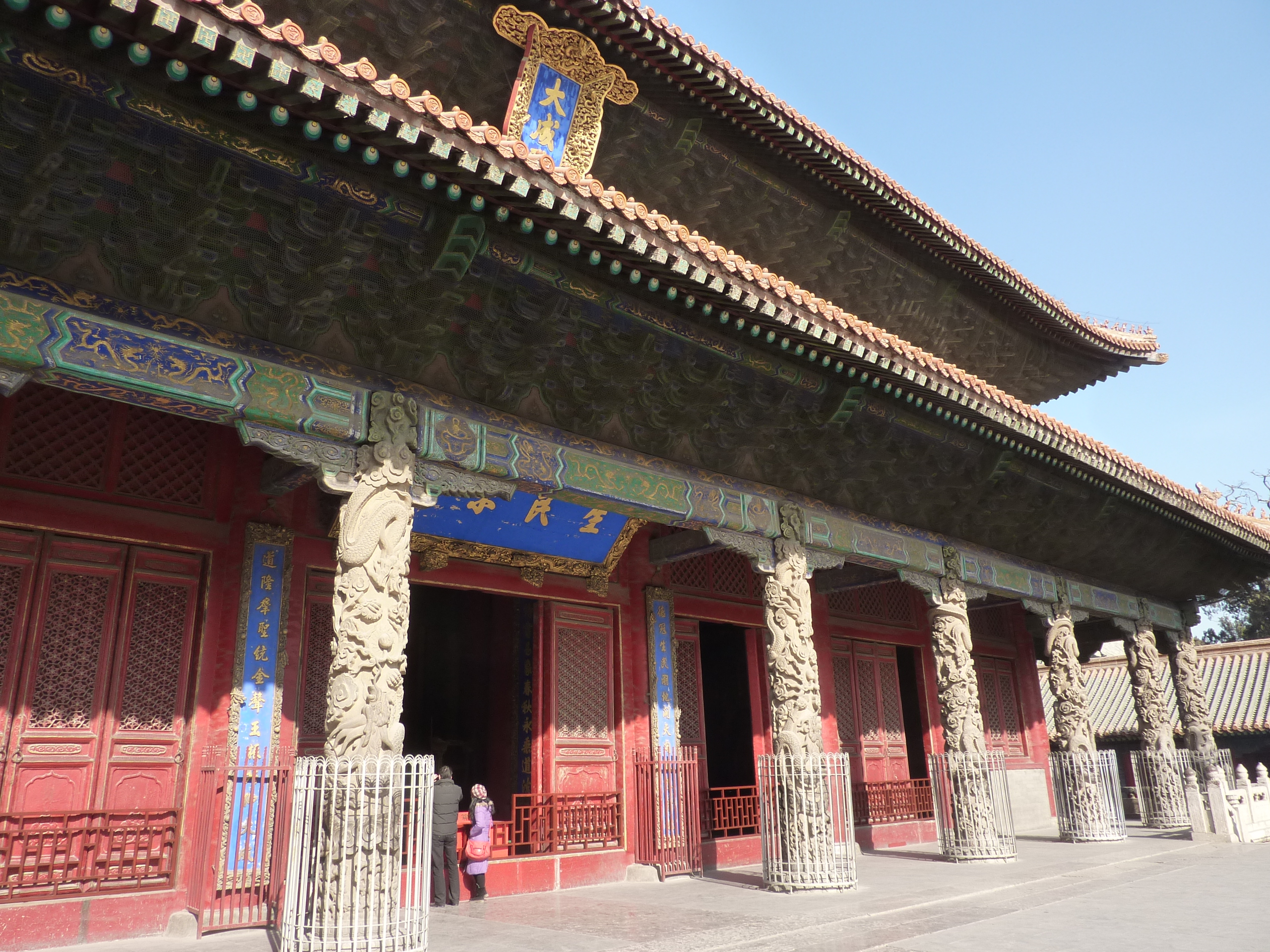
Дворец Великого Свершения

### Зал Дачэн (Дворец Великого Свершения)
Зал Дачэн (трад.кит.: 大成殿; пиньинь: Dàchéng diàn), название которого обычно переводится как Зал Великого Совершенства или Дворец Великого Свершения, является архитектурным центром храмового ансамбля. Зал занимает площадь 54 м * 34 м и имеет высоту чуть менее 32 м. Он поддерживается 28 богато украшенными колоннами, каждая высотой 6 м и диаметром 0,8 м, вырезанными из местного камня. 10 колонн на передней стороне зала украшены фигурами обвившихся вокруг них драконов. Говорят, что эти колонны прикрывались во время визитов императора, чтобы не вызывать у него зависти. Зал Дачэн служил главным местом для совершения жертвоприношений в память о Конфуции. Из зала открывается один из самых красивых видов на храм Конфуция.

### Беседка «Абрикосовый алтарь»
Перед Залом Дачэн расположена беседка «Абрикосовый алтарь» (трад. кит.: 杏壇; pinyin: Xìng Tán) По древнему преданию, так называлось то место, где Конфуций любил наставлять своих учеников. Беседка была воздвигнута по приказу императора в XI веке. Каждый год в Цюйфу и во многих других конфуцианских храмах 28 сентября в этом месте храма проводится главная церемония в честь дня рождения Конфуция.

### Каменные стелы
На территории храма Конфуция расположено большое количество каменных стел. В недавней книге о конфуцианских стелах в Цюйфу перечислено около 500 таких памятников на территории храма. Стелы посвящены неоднократным перестройкам и реконструкциям храмового комплекса, содержат тексты, восхваляющие Конфуция, и императорские указы, дарующие ему новые почетные звания. Хотя большинство этих табличек первоначально были связаны с храмом Конфуция, некоторые из них были перенесены на территорию храма для сохранности из других мест в Цюйфу уже в наше время.

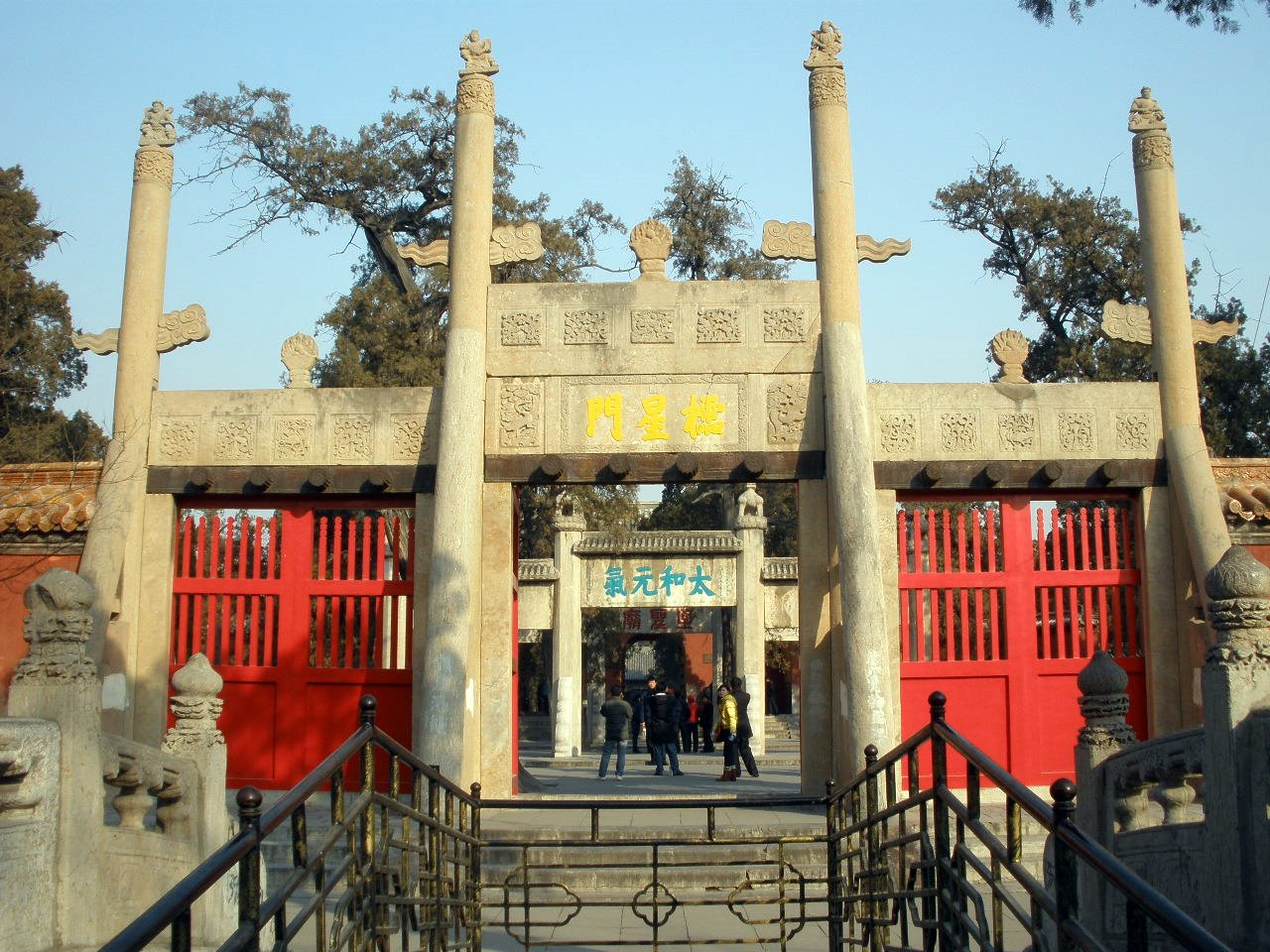
Врата Линсин (2009 год)

Некоторые из наиболее важных императорских стел сосредоточены в месте, известном как «Павильон тринадцати стел» (十三碑亭, Шисан Бэй Тин). Эти 13 стел расположены в два ряда в узком внутреннем дворике между «Теремом Звезды Литературы» (Куйвэнь Гэ) на юге и «Вратами Великого Свершения» (Дачэн Мэнь) на севере.
Северный ряд состоит из пяти больших стел, каждая несома гигантской каменной черепахой биси и увенчана драконами; эти стелы были установлены в эпоху императоров Канси, Юнчжэна и Цяньлуна эпохи Цин (1683-1748 годы нашей эры). Эти императорские стелы достигают 3,8-4 м в высоту, а их черепахи достигают 4,8 м в длину. Они весят до 65 тонн (включая стелу, черепаху биси и постамент под ней).
Южный ряд состоит из восьми павильонов, в которых расположены стелы меньшего размера, по несколько в каждом. В четырех из них находятся стелы времен чжурчжэньской династии Цзинь (1115-1234) и монгольской династии Юань, в остальных расположены стелы Цинского периода.
Четыре важные императорские стелы с черепахами времен династии Мин можно найти во внутреннем дворе к югу от «Терема Звезды Литературы». На этой территории есть два павильона со стелами. В восточном павильоне находится стела 4-го года эры Хунву (1371), обозначающая божества, связанные с географическими направлениями и т.д. В западном павильоне находится стела 15-го года эпохи Юнле (1417), посвященная реконструкции храма. Две другие стелы находятся под открытым небом: стела 4-го года эры Чэнхуа (1468) перед восточным павильоном и стела 17-го года эры Хунчжи (1504) перед западным павильоном, также посвященная проектам ремонта храма. В этом районе также расположены десятки более мелких стел без черепах.

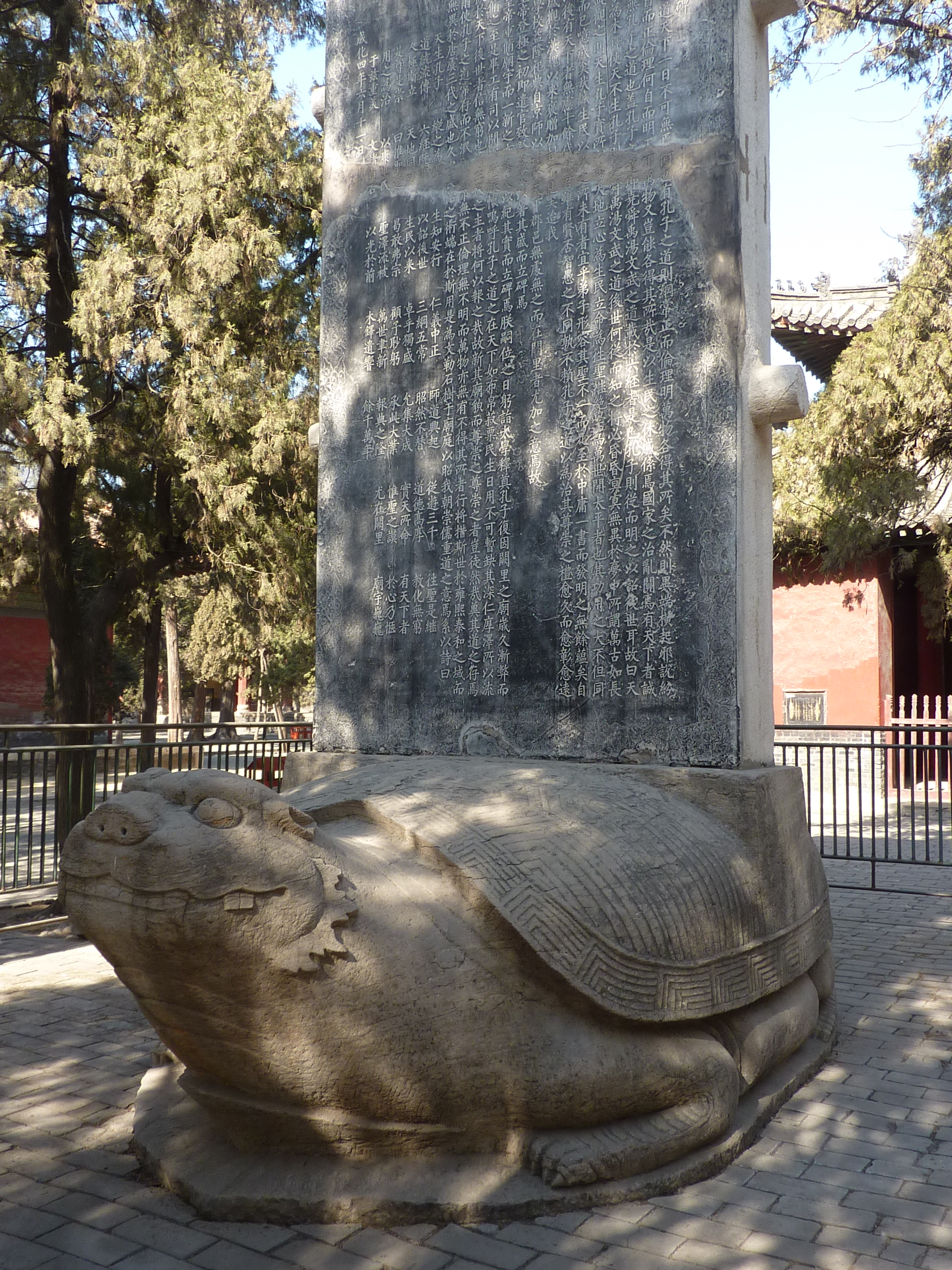
Одна из стел, датированная 1468 годом (эра Чэнхуа)

#### КитаеведВладимир Малявино посещении Храма Конфуция
Сам храм – творение непростое, даже изысканное. Композиция есть композиция: тут и лейтмотив, и вариации, и нюансы, и смена регистров, и разноголосица стилей. Хоровод зданий, беседок, галерей, курильниц, каменных стен рождает впечатление летучего и все же компактного, внутренне определенного единства, беспорядка, в котором угадывается действие свободного и освобождающего духа. Секрет китайской традиции, воплотившийся с особой полнотой в традиционной архитектуре Китая, есть не что иное, как неуклонное уклонение от всякого наличного порядка и даже беспорядка. 